# Doris Pawn
Doris Alice Pawn (Norfolk, 29 dicembre 1894 – La Jolla, 30 marzo 1988) è stata un'attrice statunitense del cinema muto. Nella sua carriera, durata dal 1914 al 1923, interpretò 63 film.

## Biografia
Doris Pawn si sposò nel 1917 con il regista Rex Ingram, ma la coppia divorziò nel 1920. Dopo un secondo matrimonio con Paul Reiners, nel 1937 sposò Samuel William Dunaway. Esordì sullo schermo a vent'anni all'Universal Film Manufacturing Company, con un piccolo ruolo nel serial Tre di cuori, dove venne diretta da Wilfred Lucas e Henry MacRae. Iniziò quindi una lunga collaborazione con il regista Sydney Ayres che la diresse in quasi venti film. Un altro regista con cui lavorò spesso fu Lynn Reynolds. Il suo ultimo film è Fools and Riches di Herbert Blaché, girato nel 1923. La Pwan morì a La Jolla, in California, nel 1988 all'età di 93 anni.

## Filmografia
La filmografia è completa.
- Tre di cuori (The Trey o' Hearts), regia di Wilfred Lucas e Henry MacRae (1914)
- On Desert Sands, regia di Sydney Ayres (1915)
- The Governor Maker, regia di Henry MacRae (1915)
- Her Bargain, regia di Sydney Ayres (1915)
- A Martyr of the Present, regia di Sydney Ayres (1915)
- The Ace of Clubs, regia di Sydney Ayres (1915)
- Love o' the Parent, regia di Sydney Ayres (1915)
- The Law of the Open, regia di Sydney Ayres (1915)
- Love that Lasts, regia di Sydney Ayres (1915)
- Love and Handcuffs, regia di Sydney Ayres (1915)
- Tiny Hands, regia di Sydney Ayres (1915)
- In the Hills Beyond, regia di Sydney Ayres (1915)
- Profit and Loss, regia di Sydney Ayres (1915)
- Framed, regia di Sydney Ayres (1915)
- Diamonds of Fate, regia di Sydney Ayres (1915)
- The Amber Vase, regia di Sydney Ayres (1915)
- The Toy-Maker of Leyden,, regia di Reginald Barlow (1915)
- Fifty Years Behind, regia di Sydney Ayres (1915)
- The Stranger, regia di Sydney Ayres (1915)
- The Honor of Kenneth McGrath, regia di Sydney Ayres (1915)
- Around the Corner, regia di Carl M. Leviness (1915)
- Haunting Winds, regia di Carl M. Leviness (1915)
- The Shot, regia di Carl M. Leviness (1915)
- Every Man's Money, regia di Lynn Reynolds (1915)
- The Third Partner, regia di Lynn Reynolds (1915)
- The Vengeance of Guido, regia di Lynn Reynolds (1915)
- A Pure Gold Partner, regia di Lynn Reynolds (1915)
- The Man from Argentina, regia di Sydney Ayres (1915)
- Honor Thy Husband, regia di Lynn Reynolds (1915)
- The Mirror of Justice, regia di Lynn Reynolds (1915)
- His Good Name, regia di Lynn Reynolds (1915)
- Sangue blu e sangue rosso (Blue Blood and Red), regia di Raoul Walsh (1916)
- The Stolen Melody, regia di Sydney Ayres (1916)
- As in a Dream, regia di Carl M. Leviness (1916)
- The Sting of Conscience, regia di George Cochrane (1916)
- Little Eve Edgarton, regia di Robert Z. Leonard (1916)
- The Spirit of '76, regia di Frank Montgomery (1917)
- High Finance, regia di Otis Turner (1917)
- The Book Agent, regia di Otis Turner (1917)
- Some Boy, regia di Otis Turner (1917)
- The City of Dim Faces, regia di George Melford (1918)
- The Kid Is Clever, regia di Paul Powell (1918)
- Toby's Bow, regia di Harry Beaumont (1919)
- The Pleasant Devil, regia di Christy Cabanne e Louis J. Gasnier (1919)
- The Strange Boarder, regia di Clarence G. Badger (1920)
- Out of the Storm, regia di William Parke (1920)
- Li Ting Lang, regia di Charles Swickard (1920)
- The Penalty, regia di Wallace Worsley (1920)
- Guile of Women, regia di Clarence G. Badger (1920)
- La bella spagnola (What Happened to Rosa), regia di Victor Schertzinger  (1920)
- Shame, regia di Emmett J. Flynn (1921)
- A Midnight Bell, regia di Charles Ray (1921)
- The Millionaire, regia di Jack Conway (1921)
- Fightin' Mad, regia di Joseph Franz (1921)
- Cheated Hearts, regia di Hobart Henley (1921)
- Bing Bang Boom, regia di Fred J. Butler (1922)
- Strange Idols, regia di Bernard J. Durning (1922)
- One Clear Call, regia di John M. Stahl (1922)
- Putting It Over, regia di Grover Jones (1922)
- Il tesoro dell'antica regina (Always the Woman), regia di Arthur Rosson (1922)
- The Hero, regia di Louis J. Gasnier (1923)
- The Buster, regia di Colin Campbell (1923)
- Fools and Riches, regia di Herbert Blaché (1923)